# Pepi Manaskov
Pepi Manaskov (macédonien : Пепи Манасков), né le 19 août 1964 à Vélès, est un handballeur macédonien, devenu entraîneur. Comme joueur, il a remporté neuf championnat nationaux, en Macédoine, en Slovénie et en Grèce.
Il est le père des handballeurs macédoniens Dejan Manaskov et Martin Manaskov.

## Biographie
Formé dans le club yougoslave du Borec Mladost, il rejoint Bitola puis le club français de l'US Créteil en 1991 avec lequel il devient meilleur buteur du championnat de France 1992-1993. En 1993, il prend ensuite la direction du club allemand du VfL Hameln où il évolue pendant 4 saisons. 
De retour en macédoine en 1997 au RK Pelister Bitola, il y réalise son premier doublé Championnat-Coupe de Macédoine en 1998. Les deux saisons suivantes qu’il passe dans le club slovène du RK Celje se solde par deux doublés Championnat-Coupe de Slovénie. Il prend ensuite la direction du club macédonien du Vardar Skopje pour 4 saisons entrecoupées d’une saison dans le club grec du AS Fílippos Véria et d’une saison au RK Pelister Bitola. Il enrichit alors son palmarès de 4 titres de Champion de Macédoine (2001, 2002, 2004 avec le Vardar et 2005 avec Bitola), 3 coupes de Macédoine (2001, 2004 avec le Vardar et 2005 avec Bitola) et un doublé Championnat-Coupe de Grèce en 2003.

## Palmarès
- Vainqueur du Champion de Macédoine (5) : 1998 (RK Pelister), 2001, 2002, 2004 (RK Vardar), 2005 (RK Pelister)
- Vainqueur de la Coupe de Macédoine (4) : 1998 (RK Pelister), 2001, 2004 (RK Vardar), 2005 (RK Pelister)
- Vainqueur du Champion de Slovénie (2) : 1999, 2000 (RK Celje)
- Vainqueur de la Coupe de Slovénie (2) : 1999, 2000 (RK Celje)
- Vainqueur du Champion de Grèce (1) : 2003 (AS Fílippos Véria)
- Vainqueur de la Coupe de Grèce (1) : 2003 (AS Fílippos Véria)

### Distinctions individuelles
- Meilleur buteur du championnat de France en 1993[2]